# Mikhail Katukov
Mikhail Yefimovich Katukov (ryska: Михаил Ефимович Катуков), född 4 september 1900, död 8 juni 1976, var en sovjetisk militär som tjänade som befälhavare i röda arméns pansartrupper under och efter andra världskriget. Som sådan deltog han i bland annat Slaget om Moskva, Slaget vid Kursk och Slaget om Berlin.
Mikhail Katukov anslöt sig till röda armén 1919 under ryska inbördeskriget och fortsatte därefter sin militära bana som officer i röda armén. Han intresserade sig tidigt för stridsvagnar och blev tidigt officer i pansartrupperna. Under andra halvan av 1930-talet hade han flera befäl inom olika stridsvagnsbrigader. Efter Nazitysklands invasion av Sovjetunionen 1941 såg han sin första större strid i slaget om Moskva där han förde befäl över de pansarenheter som stoppade Heinz Guderians 2. Panzerarmee vid Tula. I januari 1943 utsågs han till befälhavare för 1:a stridsvagnsarmén (ombildad i april 1944 till 1:a gardesstridsvagnsarmén), en befälspost han innehade under resten av kriget. 
Han deltog i slaget vid Kursk där 1:a stridsvagnsarmén under hans befäl var en av de sovjetiska styrkor på den södra delen av kurskbågen som drabbades hårdast av den inledande tyska offensiven, Katukovs styrkor försvarade sig dock skickligt och lyckades genom detta sakta ner den tyska offensiven avsevärt. 
Han deltog därefter i flera avgörande operationer på östfronten fram till slaget om Berlin. För sina insatser under kriget tilldelades han utmärkelsen Sovjetunionens hjälte två gånger.
Efter kriget var han även befälhavare för de sovjetiska pansarstyrkorna i sovjetiska ockupationszonen och senare  Östtyskland.